# Joaquim Campos
Joaquim Campos (Lisszabon, 1924. szeptember 5. – 2016. március 18.) portugál nemzetközi labdarúgó-játékvezető.

## Pályafutása

### Nemzeti játékvezetés
Az I. Liga játékvezetőjeként  1973-ban vonult vissza.

### Nemzetközi játékvezetés
A Portugál labdarúgó-szövetség Játékvezető Bizottsága (JB) terjesztette fel nemzetközi játékvezetőnek, a Nemzetközi Labdarúgó-szövetség (FIFA) 1952-től tartotta nyilván bírói keretében. Az előírt követelmények teljesítésével 1954-ben kapta meg a nemzetközi játékvezetői jelvényt. Több nemzetek közötti válogatott- és klubmérkőzést vezetett, vagy működő társának partbíróként segített. A portugál nemzetközi játékvezetők rangsorában, a világbajnokság-Európa-bajnokság sorrendjében többedmagával a 7. helyet foglalja el 5 találkozó szolgálatával. A nemzetközi játékvezetéstől 21 éves szolgálat után 1973-ban búcsúzott. Nemzetközi tagsága abszolút portugál csúcs. Válogatott mérkőzéseinek száma: 11.

#### Labdarúgó-világbajnokság
A világbajnoki döntőbe jutás útján Svédországba a VI., az 1958-as labdarúgó-világbajnokságra, Angliába a VIII., az 1966-os labdarúgó-világbajnokságra, valamint Mexikóba a IX., az 1970-es labdarúgó-világbajnokságra a FIFA JB játékvezetőként foglalkoztatta. A FIFA JB elvárása szerint, ha nem vezetett, akkor partbíróként tevékenykedett. 1958-ban 3 csoportmérkőzésen és az egyik negyeddöntőn, 1966-ban 2 csoportmérkőzésen és az egyik nyolcaddöntőn lehetett partbíró. Több alkalommal első számú partbírói pozíciót kapott, játékvezetői sérülés esetén ő vezette volna tovább a találkozót. Világbajnokságon vezetett mérkőzéseinek száma: 2 + 7 (partbíró).

##### 1958-as labdarúgó-világbajnokság

###### Világbajnoki mérkőzés
| Időpont          | Helyszín                | Mérkőzés típusa        | Mérkőzés            | Eredmény | Nézők száma |
| ---------------- | ----------------------- | ---------------------- | ------------------- | -------- | ----------- |
| 1958. június 15. | Központi Stadion, Malmö | selejtező (1. csoport) | NSZK–Észak-Írország | 2 : 2    | 22 000      |

##### 1966-os labdarúgó-világbajnokság

###### Világbajnoki mérkőzés
| Időpont          | Helyszín                        | Mérkőzés típusa        | Mérkőzés        | Eredmény | Nézők száma |
| ---------------- | ------------------------------- | ---------------------- | --------------- | -------- | ----------- |
| 1966. július 19. | Hillsborough Stadion, Sheffield | selejtező (B. csoport) | Argentína–Svájc | 2 : 0    | 31 000      |

##### 1970-es labdarúgó-világbajnokság

###### Selejtező mérkőzés
| Időpont           | Helyszín                     | Mérkőzés típusa           | Mérkőzés          | Eredmény | Nézők száma |
| ----------------- | ---------------------------- | ------------------------- | ----------------- | -------- | ----------- |
| 1968. október 23. | Ninian Park Stadion, Cardiff | előselejtező (3. csoport) | Wales–Olaszország | 0 : 1    | 18 558      |

#### Labdarúgó-Európa-bajnokság
Az európai-labdarúgó torna döntőjéhez vezető úton Spanyolországba a II., az 1964-es labdarúgó-Európa-bajnokságra és Belgiumba a IV., az 1972-es labdarúgó-Európa-bajnokságra az UEFA JB bíróként foglalkoztatta.

##### 1964-es labdarúgó-Európa-bajnokság

###### Selejtező mérkőzés
| Időpont            | Helyszín                     | Mérkőzés típusa | Mérkőzés        | Eredmény | Nézők száma |
| ------------------ | ---------------------------- | --------------- | --------------- | -------- | ----------- |
| 1962. november 11. | Olimpiai Stadion, Amszterdam | előselejtező    | Hollandia–Svájc | 3 : 1    | 60 000      |

##### 1972-es labdarúgó-Európa-bajnokság

###### Selejtező mérkőzés
| Időpont           | Helyszín             | Mérkőzés típusa           | Mérkőzés                   | Eredmény | Nézők száma |
| ----------------- | -------------------- | ------------------------- | -------------------------- | -------- | ----------- |
| 1971. április 24. | Népstadion, Budapest | előselejtező (2. csoport) | Magyarország–Franciaország | 1 : 1    | 45 867      |

#### Nemzetközi kupamérkőzések
Vezetett kupadöntők száma: 2.

##### Latin-kupa
1954-ben nem került megrendezésre.
| Időpont          | Helyszín                 | Mérkőzés típusa | Mérkőzés                      | Eredmény |
| ---------------- | ------------------------ | --------------- | ----------------------------- | -------- |
| 1955. június 26. | Parc des Princes, Párizs | döntő           | Real Madrid CF–Stade de Reims | 2 – 0    |

##### Vásárvárosok kupája
A versenykiírás szerint egy mérkőzésen dőlt el a kupasorozat győztesének neve. A tornasorozat 11. döntőjének – az első portugál – bírója.
| Időpont          | Helyszín            | Mérkőzés típusa | Mérkőzés               | Eredmény | Nézők száma |
| ---------------- | ------------------- | --------------- | ---------------------- | -------- | ----------- |
| 1964. június 25. | Camp Nou, Barcelona | döntő           | Real Zaragoza–Valencia | 2 : 1    | 50 000      |

## Sikerei, díjai
- 1976-ban a nemzetközi játékvezetés hírnevének erősítése, hazájában 10 éve a legmagasabb Ligában (osztályban) folyamatosan tevékenykedő, eredményes pályafutása elismeréseként, a FIFA JB felterjesztésére az 1965-ben alapított International Referee Special Award címmel és oklevéllel tüntette ki.
- 2007. november 14-én a lisszaboni Városházán, átvehette a város Medal of Merit arany fokozatát.